# 號角響起
《號角響起》（英語：Forever Friends），又稱《龍平特遣隊》（英語：Longpin Special Troop），是一部1995年上映的臺灣電影，導演為朱延平，編劇為吳念真，由吳奇隆、林志穎、蘇有朋、金城武「四小天王」主演的喜劇軍教片，也有別於以前的臺灣嚴肅、感人的軍教片，是臺灣軍教片中第一部黑色幽默喜劇，因劇情脫俗、卡司堅強，被網路鄉民稱為「軍教片第一」、「最寫實的軍教片」、「最強神片」、「國片巔峰」、「滿車梅花、遍地男神」

## 劇情
1995年，由於時任總統李登輝推動臺灣民主化，並預定於來年舉行總統直選，引起中國共產黨反彈，認為是臺灣獨立的前兆，中共為了阻止李登輝當選，於是進行武力威懾的軍事演習，引爆飛彈危機，中華民國國軍也組織了大規模軍演「龍平演習」（師對抗）來表示不屈服的意志。
陸軍為了本次演習，成立了一個任務編組的特遣隊，取名「龍平特遣隊」，一名青年軍官蕭鼎中為隊長，並向各部隊徵調人手。理論上，應該是由各單位派出精英人馬加入特遣隊，但各單位卻乘機淘汰各種問題人物，於是「小羅」羅志堅與「大尾」李大維、「師公師」曾志祥、「胖師公」魏耀南等四人在特遣隊聚首，並成為好友，四人在蕭隊長的魔鬼訓練下，軍旅生活苦不堪言。而且蕭隊長治軍極嚴、體能極佳，操課時身先士卒，眾人敢怒不敢言，只有私下問候隊長的母親，「師公師」甚至以民間法術「草人插針」作法詛咒隊長，插草人的手臂及下體。想不到竟然奏效，蕭隊長竟然在指導小羅爬竿時，被墜落的小羅壓傷而手臂骨折。晚上蕭隊長去上廁所，站哨的衛兵小羅太緊張，居然認不出隊長，神經質地持槍命隊長不要動，隊長跌在草堆上，居然被草堆上的螞蟻咬傷了下體，應驗了師公師的預言。
龍平特遣隊由於表現極差，被禁止休假，唱軍歌時也故意亂唱，有一次踢正步小羅鋼盔掉了，大家想把它踢到路邊，結果手臂骨折的隊長用力過猛，一腳把鋼盔踢到閱兵的師長臉上，師長氣得罵龍平特遣隊根本是啦啦隊。隊長時常被師長點名批判，龍平特遣隊隊員亦被同營區的各個部隊瞧不起，大尾有一次因為被士官隊隊員嘲笑，與跆拳道三段的士官隊隊員扭打，被痛打一頓後還被禁閉處分，隊長表面痛罵大尾，卻暗中買了一大袋的零食、泡麵與飲料去禁閉室探望，於是大尾、小羅、師公師、胖師公都深受感動。
由於特遣隊的績效太差，師長決定解散特遣隊，把隊長調職。解散前夕，軍長卻來視察，在其他隊成員以樣板官話回答，唯有小羅向軍長發表了一番真誠的告白，敘述了「龍平特遣隊」隊員與隊長的辛酸，眾人都為之動容，軍長也深受感動，決定由特遣隊隊員選擇自己的去向，可以立刻回原部隊或留在特遣隊，如果大多數士兵離開，特遣隊就必須解散，蕭隊長就要調職。隊員們感受到隊長的苦心，投票日當天，幾乎全數自願留在特遣隊中，直到「師對抗」軍事演習結束。
隊長為了挽回隊員們的信心，讓隊員們參加了師部舉辦的軍歌大賽，為了挽回尊嚴，大家沒日沒夜地練習唱歌，結果正式比賽那天，嗓子都唱啞了，有如「鴨嗓」般的歌聲。主辦單位的負責人想了一想，只好給他們「最佳精神獎」，聊以慰藉。
龍平特遣隊屬於藍軍，與紅軍展開激烈的「師對抗」。大尾、小羅、師公師、胖師公等四人成為「茶水小組」，開著茶水車，在各個戰鬥區送飲用水，也乘機四處蹓躂，行經一處平交道，卻遇到紅軍主力，卻因為頑強抵抗，不願遭到俘虜，並說自己有「反攻大陸、以一擋百」的精神，最終說服裁判官，得以脫身。
四人開茶水車，往臺二公路上開著，師公師回到家鄉的廟宇，說要開壇作法，祈求「師對抗」獲勝，其實卻是要去與自己的兩個嬌妻行歡喜法，大享齊人之福。胖師公則帶著小羅與大尾到阿公店消費，由於陪酒小姐都是大嬸級，讓小羅與大尾啼笑皆非。下午，他們走到北海岸散心，卻被打野砲的情侶辱罵，他們一怒之下把情侶打跑了。晚上小羅與胖師公則苦勸數年未歸的大尾回家，與母親團聚，母子相擁而泣，也讓大尾化解了與母親長久的心結。
次日早上茶水小組在臺二公路陽金路段的早餐店上買燒餅、油條，小羅看到有憲兵在門口站哨，想要離開。孰料大尾年輕氣盛，居然堅持進去買早餐。於是他們先控制了憲兵行動才進門，但店中居然是也在喫早餐的紅軍高階長官。大尾只好打無線電問隊長捉到紅軍怎麼辦？但還來不及講完，急性子的隊長就讓他們把俘虜「綁一綁押回來，不會啊？」就掛了無線電。於是他們依隊長指示，押著紅軍高階軍官們回到藍軍本部，師對抗因此大獲全勝，茶水小組立下大功，也保住了龍平特遣隊的編制與隊長的尊嚴。
師對抗結束之後，龍平特遣隊解散，隊員們也離情依依回到原來的單位，在軍歌《老兵》：「飄揚的旗幟，嘹亮的號角，戰鬥的行列是他快樂的家」悠揚的歌聲中，各自歸建。

## 主演
| 演員   | 角色   | 綽號   | 介紹 |
| 蘇有朋 | 羅志堅 | 小羅   | 是本片的敘事者。服役前為重考生，參加三次大學聯考都未曾考取，被迫服兵役，個性文弱，體能不佳，是頻出狀況的天兵。本來在師部擔任播音員，卻因閱兵時誤播了豬頭皮的搞笑歌曲《來放尿》，被貶至「龍平特遣隊」。 |
| 吳奇隆 | 蕭鼎中 | 隊長   | 一名精實的年輕軍官，接掌「龍平特遣隊」，對士官兵訓練兇，刀子嘴、豆腐心。根據草人上的生辰，出生於民國五十六年12月5日子時。 |
| 金城武 | 李大維 | 大尾   | 服役前為江湖兄弟，曾為了替幫派老大扛罪入獄兩年。體能戰技佳，桀驁不馴，被貶至「龍平特遣隊」。在「龍平特遣隊」中還與士官隊員打架，被關禁閉，在演習中返鄉探母，因探母之後想買早餐，無意間領導「茶水小組」俘獲了敵軍的所有重要幹部。 |
| 林志穎 | 曾志祥 | 師公師 | 服役前為知名師公，號稱「師公師」，還娶了兩個嬌妻，服役後擔任步槍兵。他性格爽朗，為巴結班長，預測了幾組六合彩明牌號碼相贈，沒想到全部都沒中，害得班長賭博大輸，班長大怒，以黃埔十大酷刑體罰他，體罰到一半，班長居然羊癲瘋發作，送醫急救。長官與同袍都認為是他對班長下降頭，故將他貶至「龍平特遣隊」。                                   |
| 張立威 | 魏耀南 | 胖師公 | 服役前為師公，是曾志祥的弟子，擔任醫務兵時，時常被憲兵欺侮，怒將憲兵部隊的傷寒疫苗換成了瀉藥，造成大量憲兵腹瀉數天，事發後被關禁閉15天，之後出來被貶至「龍平特遣隊」。演習中帶著「茶水小組」去「茶室」消遣，沒想到去的是「阿公店」，陪酒的女侍都是老年婦女，使得羅志堅與李大維大怒將其拖到路旁修理，痛罵「你在叫春，我們在叫救命！」。 |

## 特色
本片巨星雲集，蘇有朋、吳奇隆、金城武、林志穎有「四小天王」之稱，甘草人物張立威的演出也有聲有色。恰好，本片拍攝時林志穎正在服義務役，是真正的軍人。
片中的名言如「你爸給你晚點名啦」、「你安靜一點，我是流氓啦」、「你有沒有搞清楚？你是誰？俘虜啦！綁起來」、「當兵不能說真話」、「別人的仔不是像你說的死不完，而是要有不會死的本錢」、「哪裏有憲兵，我就把他注射」、「伙食好、住得好，個個學習情緒高」、「滿車的梅花啦」等，至今依然傳誦軍中，為臺灣人津津樂道。連劇中改編的軍歌《妹妹背著無敵鐵金剛》到今時今日，都是知名的順口溜。
情節上，本片也別開生面，如特遣隊士兵因為被禁止休假，故意改編軍歌《梅花進行曲》為《妹妹背著無敵鐵金剛》，讓隊長遭長官責罵；小羅踢正步時鋼盔掉了，隊長將它踢開，卻擊中少將師長臉頰；士兵用旗語討論草人插針有沒有效；演習時「茶水小組」在平交道面對大股敵軍靠著堅強意志說服裁判官而脫身；然而隔天在早餐店購買燒餅、油條時，無意間俘獲了正在用餐的敵軍重要幹部等趣味情節。與其他熱血、正面的軍教片不同，本片以黑色幽默道出了許多軍旅生活的辛酸。

## 拍攝地點
- 陸戰隊林口下湖東營區： 軍營場景所在地。
- 林口竹林寺：劇中師公師家中開設的廟宇。現已改建。
- 台61線林口交流道(東華路口)：平交道場景所在地（現已拆除），該列車為台鐵林口線之運煤列車。濱海場景則在交流道西北方的海邊，遠方的煙囪處為林口發電廠。
- 華光社區：早餐店場景所在地，該店因被捲入華光社區拆遷案而被迫搬遷。劇中稱之為「台二公路，陽金路段」。 實際上該早餐店店名叫「新鮮豆漿店」，現址在台北市大安區潮州街35號。

## 文字註腳
1. ↑  事實上，「龍平演習」這個代號是存在的，是1972年關渡師（番號226師）與苗栗師（番號292師）的演習，顯然是編劇吳念真刻意為之。
2. ↑  臺語，指兒子
3. ↑  臺語，指打針
4. ↑  妹妹背著無敵鐵金剛，走到花園來看葉子楣，娃娃哭了呼叫忍者龜，樹上小鳥在打昇龍拳

## 外部連結
- 開眼電影網上《號角響起》的資料（繁體中文）
- 香港影庫上《號角響起》的資料（繁體中文）
- 时光网上《號角響起》的資料（简体中文）
- 豆瓣电影上《號角響起》的資料 （简体中文）
- 互联网电影数据库（IMDb）上《號角響起》的资料（英文）